# Paolo Belletti
Paolo Belletti (fl. XVII secolo) è stato un ottico italiano, attivo nella seconda metà del Seicento.
Esercitò la propria attività a Bologna. Di lui sono pervenuti due cannocchiali firmati, datati 1682 e 1689; quest'ultimo è conservato al Museo Galileo di Firenze, nella sala IX.